# 池田進とグリーンアイズ
池田進とグリーンアイズ（いけだすすむとグリーンアイズ）は、1975年3月に結成された日本のムード歌謡のグループである。

## メンバー
- 池田進（リーダー/キーボード/作詞/作曲）群馬県出身
- ジョージ吹雪（ギター＆ファルセットボーカル）北海道出身
- 木村雅彦（メインボーカル）埼玉県出身

## 作品
- 1978年03月　『北便り』/『おまえの彼女』
- 1979年12月　『このままそっと』/『女のまごころ』
- 1981年07月　『おんなが泣く街』/『シャイガール』
- 1982年05月　『決定版・夜のムード歌謡全曲集〈CT〉』
- 1984年06月　『女のまごころ』/『愛人』
- 1984年11月　『唄＆カラオケ9曲集～ナレーション入り～〈CT〉』
- 1986年02月　『思い出グラス』/『海沿いの町』
- 1988年08月　『夜がつらい』/『女のくやしさ』
- 1990年08月　『池田進とグリーンアイズ全曲集（20曲入りCT）』
- 1993年12月　『おふくろ談義』/『今夜はいいですか』
- 2004年05月　『夜の蝶』/『愛の園』
- 2006年11月　『置手紙』
- 2008年07月　『全曲集　置手紙』
- 2010年12月　『置手紙～あれから二年半』/『榛名湖の愛』/『あなたのシャツ』
- 2012年09月　『伊香保の夜』/『初めての恋』/『恋未練』
- 2016年08月　『愛びき』/『好きだから』
- 2022年10月　  シングル『涙を残して』アルバム『弟 〜ムードコーラスの継承〜』

## ラジオ
- それ行け歌謡道中（ラジオ日本 1422kHz）レギュラー出演
- ジョージのぶち好きやけー!（FM HOT 839 ほか）ゲスト出演2回